# Anthony Blunt
Anthony Frederick Blunt (26 de septiembre de 1907-26 de marzo de 1983) fue un espía soviético, historiador de arte inglés, y el «cuarto hombre» de Los cinco de Cambridge, junto con Donald Maclean, Guy Burguess, John Cairncross y Kim Philby, un grupo de espías que trabajaron para la Unión Soviética durante la Guerra Fría y anteriormente a esta.
Blunt trabajó para los servicios secretos soviéticos durante dos décadas, era un comunista convencido, que había sido formado en doctrina marxista durante su etapa de formación universitaria.

## Biografía
Nació en Bournemouth, donde su padre era vicario. Inicialmente estudió matemáticas en el Trinity College, en Cambridge, pero se cambió a lenguas modernas después de su primer año, graduándose en 1930, comenzando a trabajar como profesor de francés. Se convirtió en miembro del colegio en 1932, y en 1965, profesor emérito de bellas artes en la Universidad de Cambridge. 
En consonancia a su orientación homosexual, fue colaborador con el posterior movimiento gay. Después de una visita a Rusia en 1933, fue reclutado en 1934 por la NKVD, antecesora de la KGB. Se unió al ejército británico en 1939, y fue reclutado por el MI5 en 1940.
Tras una brillante carrera académica como profesor en la Universidad de Cambridge donde llegó a ser profesor del Trinity College entre 1932 y 1936 y una notable presencia en el mundo cultural inglés, durante la década de los años treinta trabajó como afamado crítico de arte en el periódico The Spectator y en 1937 entró a formar parte del Instituto Warburg, un centro de arte especializado en los estudios de iconología renacentista. Anthony llegó a ser nombrado curator (conservador) de la Royal Collection (la colección de arte de los monarcas británicos) en 1945, convirtiéndose posteriormente en asesor personal de la reina, llegando a ser nombrado sir de la Corona Real. Algunas de sus obras  sobre historia del arte siguen apareciendo como referencia bibliografía en varios programas académicos de algunas universidades europeas, especialmente unas monografías dedicadas al pintor barroco Nicolas Poussin y el arquitecto Borromini. Su faceta como espía no fue anunciada hasta 1964, y su caso fue ocultado dada su condición de caballero, hasta que finalmente fue dado a conocer a la opinión pública 15 años más tarde, en 1979, cuando Margaret Thatcher toma la decisión de destituirlo del cargo de curator.